# Happy Endings
Pour les articles homonymes, voir Happy Ending (homonymie).
Happy Endings est une série télévisée américaine en 57 épisodes de 22 minutes créée par David Caspe et diffusée entre le 13 avril 2011 et le 3 mai 2013 sur le réseau ABC et au Canada sur Citytv.
En France, la série a été proposée sur Canalplay en version originale sous-titrée.

## Synopsis
La série tourne autour de la vie d'un groupe d'amis vivant à Chicago et dont le quotidien est secoué par la rupture du couple qui les a réunis, Dave et Alex. Le reste du groupe (Max, Brad, Jane et Penny) est alors confronté au malaise de devoir choisir, soit d'ignorer l'événement, soit de choisir leur camp. Alex et Dave décident de rester bons amis, mais le quotidien laisse entrevoir plusieurs complications.

## Distribution

### Acteurs principaux
- Eliza Coupe : Jane Kerkovich-Williams
- Elisha Cuthbert : Alex Kerkovich
- Zachary Knighton : Dave Rose
- Adam Pally (VF : Juan Llorca) : Max Blum
- Damon Wayans Jr. : Brad Williams
- Casey Wilson (VF : Karine Foviau) : Penny Hartz

### Acteurs récurrents
- Nick Zano (VF : Jim Redler) : Pete (8 épisodes)
- Stephen Guarino (en) (VF : Stanislas Forlani) : Derrick (7 épisodes)
- Seth Morris : Scotty (6 épisodes)
- Megan Mullally : Dana Hartz (3 épisodes)
- Rob Corddry (VF : Vincent Ropion) : Lon « The Car Czar » Sarofsky (3 épisodes)
- James Wolk : Grant (3 épisodes)

## Développement
Le pilote a été commandé à la mi-janvier 2010.
Le casting principal a débuté en février 2010, dans cet ordre : Damon Wayans Jr., Casey Wilson, Eliza Coupe, Adam Pally, Elisha Cuthbert et Zachary Knighton.
Le 13 mai 2010, ABC commande la série puis cinq jours plus tard, la relègue à la mi-saison.
Le 13 mai 2011, la série a été renouvelée pour une deuxième saison.
Le 11 mai 2012, la série a été renouvelée pour une troisième saison.
Le 3 avril 2013, USA Network pourrait se montrer intéressé à diffuser la série si ABC opte de ne pas la renouveler pour une quatrième saison.
Le 10 mai 2013, ABC a annulé la série, et un mois plus tard, USA Network a décidé de ne pas reprendre la série.

## Épisodes

### Première saison (2011)
1. Pilote (Pilot)
2. Dans les sables mouvants (The Quicksand Girlfriend)
3. Chers amis et voisins (Your Couples Friends & Neighbor)
4. Mein Coming Out (Mein Coming Out)
5. Tel père, tel flingue (Like Father, Like Gun)
6. Des souris et du Jazz-Kwon-Do (Of Mice & Jazz-Kwon-Do)
7. Dave le zombie (Dave of the Dead)
8. Les tatoués (The Girl With the David Tattoo)
9. Vous avez un message (You’ve Got Male)
10. Combat de Bo (Bo Fight)
11. Barefoot Pedaler (Barefoot Pedaler)
12. La rédemption de Shershow (The Shershow Redemption)
13. Pourquoi tu me comprend pas ? (Why Can't You Read Me?)

### Deuxième saison (2011-2012)
Elle a été diffusée du 28 septembre 2011 au 4 avril 2012.
1. Blax, Snake, Home (Blax, Snake, Home)
2. Pas à pas (Baby Steps)
3. Maman débarque (Yesandwitch)
4. Secrets et limousines (Secrets and Limos)
5. Chair de poule (Spooky Endings)
6. Menteur, menteur (Lying Around)
7. La guerre du code (The Code War)
8. La petite robe pas noire (Full Court Dress)
9. Le père Noël est une... (Grinches Be Crazy)
10. Le psy, le pari, son rencard et son frère (The Shrink, the Dare, Her Date and Her Brother)
11. Mon perroquet et nous (Meet the Parrots)
12. Nouveau look pour une nouvelle vie (Makin' Changes!)
13. Le massacre de la Saint-Valentin (The St. Valentine’s Day Maxssacre)
14. Tout le monde aime Grant (Everybody Loves Grant)
15. L'effet Effet papillon (Spring Smackdown)
16. Rêves et Cocktails (Cocktails & Dreams)
17. La méthode Kerkovich (The Kerkovich Way)
18. Soirée à six (Party of Six)
19. Tu dors, t'es mort (You Snooze, You Bruise)
20. Impies mensonges (Big White Lies)
21. Quatre mariages et un enterrement (moins trois mariages) (Four Weddings and a Funeral (Minus Three Weddings and One Funeral))

### Troisième saison (2012-2013)
Elle a été diffusée du 23 octobre 2012 au 3 mai 2013.
1. Jackpot et des potes (Cazsh Dummy Spillionaires)
2. La fièvre du samedi soir (Sabado Free-Gante)
3. Boyz II Menorah (Boyz II Menorah)
4. Merci pour rien (More Like Stanksgiving)
5. P et P, Parfait Paradis (P&P Romance Factory)
6. Sans blague (To Serb with Love)
7. Non-hon-hon (No-Ho-Ho)
8. Rencard piégé (Fowl Play/Date)
9. Un amour extraordinaire classique (Ordinary Extraordinary Love)
10. Kickball 2 : le kickage (Kickball 2: The Kickening)
11. Le facteur ex (The Ex Factor)
12. Le marié farceur (The Marry Prankster)
13. Le mariage de notre meilleur ami (Our Best Friend's Wedding)
14. Dans la chaleur de la night (In the Heat of the Noche)
15. La vérité brute (The Straight Dope)
16. L'incident (The Incident)
17. Les potes avant les potes (Bros Before Bros)
18. La nuit de la chasseuse (She Got Game Night)
19. La tempête avant le calme (The Storm Before the Calm)
20. La ballade de Lon Sarofsky (The Ballad of Lon Sarofsky)
21. Insabotable (Un-sabotagable)
22. La plus belle victoire (Deuce Babylove 2: Electric Babydeuce)
23. Frangins et sœurs (Brothas & Sisters)

## Audiences
| Saison | Saison   | Nombre d'épisodes | Jour et heure de diffusion    | Diffusion originale sur ABC | Diffusion originale sur ABC | Année     | Audience moyenne (en millions) | Audience moyenne (en millions) | Audience moyenne (en millions) |
| Saison | Saison   | Nombre d'épisodes | Jour et heure de diffusion    | Début de saison             | Fin de saison               | Année     | Première                       | Finale                         | Moyenne                        |
| ------ | -------- | ----------------- | ----------------------------- | --------------------------- | --------------------------- | --------- | ------------------------------ | ------------------------------ | ------------------------------ |
|        | Saison 1 | 13                | Mercredi 22h                  | 13 avril 2011               | 24 août 2011                | 2011      | 7.30                           | 2.98                           | 4.40                           |
|        | Saison 2 | 21                | Mercredi 21h30                | 28 septembre 2011           | 4 avril 2012                | 2011-2012 | 7.25                           | 3.67                           | 6.20                           |
|        | Saison 3 | 23                | Mardi 21h00 puis vendredi 20h | 23 octobre 2012             | 3 mai 2013                  | 2012-2013 | 5.57                           | 2.17                           | 3.10                           |

## Anecdotes
- La série a connu une diffusion particulière. Arrivée très tard lors de la saison, ABC a décidé de diffuser pendant plusieurs semaines deux épisodes au lieu d'un seul habituellement.
- Damon Wayans Jr. avait été casté dans la nouvelle série de Zooey Deschanel, New Girl, mais du fait du renouvellement pour une saison 2 de Happy Endings, son personnage dans New Girl fut remplacé. Toutefois, après l'annulation de Happy Endings, Damon Wayans Jr rejoignit la série New Girl et reprit son rôle pour la troisième saison.